# Dalea exserta
Dalea exserta là một loài thực vật có hoa trong họ Đậu. Loài này được (Rydb.) Gentry miêu tả khoa học đầu tiên.